# Копорић (средњи век)
Копорић (лат. Choporich) је било средњовековно рударско насеље, рудник и трг Копаоничке рудне области, које се налазило на јужном делу планине, у близини данашњег истоименог села. Остаци насеља, које се налазило око места спајања двеју речица (Подгора и Мушин до), на висини од око 900 метара нмв. нису откривени, док су истраживања на Копорићкој чуки (између 1 000 и 1 500 метара нмв) открила 1 100 разноврсних рударских рупа и већи број поткопа, од којих су неки били веома разгранати. Истраживања су открила постојање само 5 топионица, што је научнике навело на закључак да рудно богатство није било великог обима. У рудницима је вађено олово уз које се јављало у малој количини и сребро,10g на један проценат олова.
Само место се први пут помиње у оснивачкој повељи манастира Бањске (1316—1318), коју је издао краљ Милутин (1282—1321). Рударско насеље је настало највероватније у петој деценији XIV века, а први пут се помиње 1346. године, када се у њему наводи постојање католичке заједнице. Током седме деценије у Копорићу је постојала ковница новца, а крајем века, кнегиња Милица са Стефаном (кнез 1389—1402, деспот 1402—1427) и Вуком 1395. године поклања приходе од Копорића манастиру светог Пантелејмона на Светој гори. Касније је деспот Ђурађ (1427—1456) потврдио овај поклон, али се од краја XIV века јавља слабљење производње у Копорићу, што поред историјских извора, потврђују и археолошки налази. Током прве половине XV века, у њему више не живе Дубровчани, а после пада Српске деспотовине под Османлије, средином XV века, вероватно престаје и рударска активност у Копорићу. Први османски пописи га наводе као село са ниским приходима, које је доносило 3 000 акчи (1530).